# Die Abenteuer eines Zehnmarkscheines
Die Abenteuer eines Zehnmarkscheines è un film muto del 1926 diretto da Berthold Viertel. In Germania, fu titolato anche con il titolo lungo K. 13513 - Die Abenteuer eines Zehnmarkscheins, che si riferisce al numero progressivo stampato su un biglietto di banca.
Il film di Viertel, sceneggiato da Béla Balázs e prodotto da Karl Freund, fa parte di un movimento artistico nato nella Germania del primo dopoguerra, la Nuova oggettività (in tedesco "Neue Sachlichkeit"), che coinvolse soprattutto la pittura ma anche le altre arti, tra le quali il cinema, dove venne detta anche "Nuovo realismo".

## Trama
Anna, dopo la sua prima settimana di lavoro, riceve il primo stipendio, una banconota da dieci marchi segnata con il numero K 13513. Andreas segna il biglietto con una croce e Anna lo consegna a sua madre che lo nasconde tra le pagine della bibbia. Robert, il fratello di Anna, ruba alla madre e si compera con il denaro un coltello che lo farà diventare un assassino.
La madre, sconvolta, tenta di suicidarsi e Anna perde il lavoro. A causa delle sue precarie condizioni finanziarie, la ragazza chiede aiuto al suo direttore, Haniel, ma ben presto si rende conto delle vere intenzioni dell'uomo nei suoi confronti. Fugge via e corre da Andreas che, per recuperare i mobili di casa che sono stati sequestrati, ha venduto la bicicletta.

## Produzione
Il film fu prodotto dalla Deutsche Vereins-Film AG (Defa-Deutsche Fox) e dalla (Fox Europa Film Produktion) (Berlin). Venne girato nell'agosto e nel settembre 1926.

## Distribuzione
Distribuito dalla Deutsche Vereins-Film AG (Defa-Deutsche Fox), uscì nelle sale cinematografiche tedesche dopo essere stato presentato in prima al Kurfürstendamm di Berlino il 28 ottobre 1926.
Considerato durante il nazismo "arte degenerata", non si conoscono copie ancora esistenti della pellicola.